# Dracaena trifasciata
Dracaena trifasciata is een succulente bloeiende plant uit de aspergefamilie die zich kenmerkt door de vrij lange lancetvormige succulente bladeren en weezoet geurende witte bloemen. De plant is bekend onder de namen vrouwentong(en) en sanseveria. De soort staat ook bekend onder het synoniem Sansevieria trifasciata.

## Voorkomen en naamgeving
De plant komt voor in het tropische deel van West-Afrika van het oosten van Nigeria tot Kongo. De plant staat bekend onder diverse namen als vrouwentong(en) en sanseveria. In 2017 werd de soort na DNA-onderzoek ingedeeld bij Dracaena. De soortaanduiding bleef ongewijzigd. Deze aanduiding, trifasciata, betekent "met drie banden".

## Omschrijving
De plant is groenblijvend en vormt dichtopeenstaande omhoogrijzende bladeren en verspreidt zichzelf door ondergronds en soms bovengronds kruipende wortelstokken. De bladeren zijn donkergroen met licht grijsgroene horizontaal lopende zigzaggende strepen. Het bladformaat varieert en kan tot 90 centimeter lang bij 6 centimeter breed worden. In optimale groeiomstandigheden zelfs tot meer dan een meter lengte.
De bloemwijze is in de vorm van aren die langer kunnen worden dan het blad waaruit ze ontspruiten aan de basis. De bloemsteel is groen met bleekgroene puntjes. De witte tot geelwitte bloemetjes vormen zich langs de stengel in bosjes. In de avond en nacht verspreiden de bloemen een zeer sterke weezoete geur. De toppen van de bloemen zijn voorzien van grote druppels nectar. In de huiskamer zullen de meeste exemplaren niet gauw gaan bloeien, in een zeer lichte warme kas of serre vol in de zon kan het soms wel lukken.

## Metabolisme en kenmerken

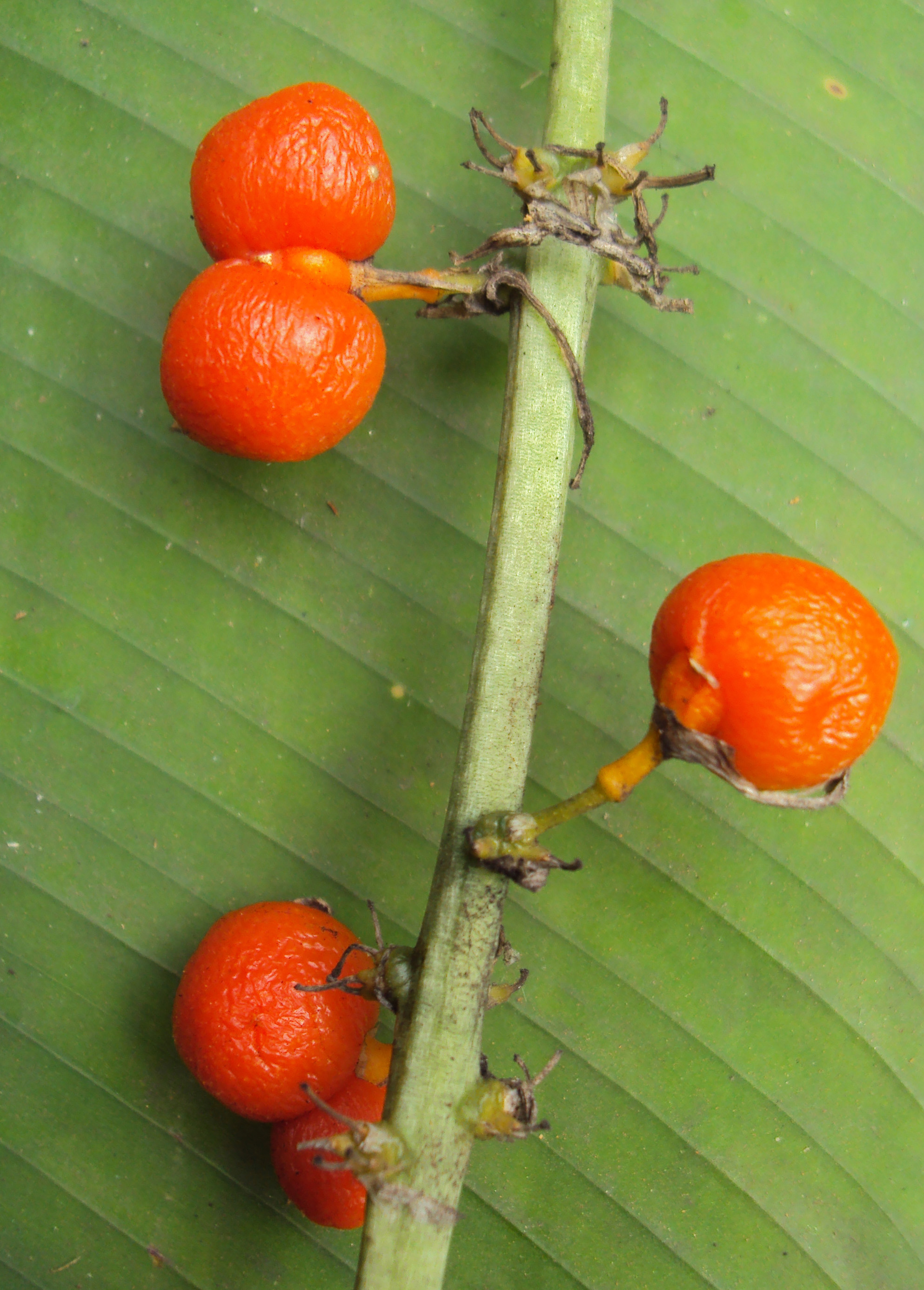
vruchten

De plant wisselt zuurstof en koolzuur uit door middel van het Crassulacean Acid Metabolisme dat gevonden wordt bij een klein aantal soorten planten en dient om droogte te kunnen weerstaan. Hierbij openen de stomata (huidmondjes) zich enkel in de nacht en niet tijdens de droge dag. Het koolzuur wordt dan opgeslagen in de vorm van appelzuur. Via deze tussenstap voorkomt de plant uitdroging doordat de huidmondjes overdag gesloten blijven en verdamping wordt voorkomen.
De NASA Clean Air Study concludeerde dat de plant de mogelijkheid bezit om binnenshuis gehouden lucht te filteren doordat het vier van de vijf hoofdstoffen die "sick building syndrome" veroorzaken verwijdert. De mate van filtrering is echter onvoldoende want te langzaam om veel praktisch nut te hebben. Daartoe zou men zeer vele planten per ruimte moeten plaatsen.
De bladeren en wortelstokken van de plant bevatten saponine, een stof die giftig is bij inname en die kan leiden tot maag- en darmklachten wanneer plantdelen worden geconsumeerd. Dit is een natuurlijk beschermingsmechanisme van de plant in de natuurlijke habitat tegen aanvraat door herbivoren.

## Gebruik en verzorging
Buiten het oorspronkelijke gebied kan de plant gevonden worden als tuinplant in warmere delen van de wereld en als kamerplant in koudere delen. In het noorden van Australië is de plant verwilderd als exoot en wordt soms beschouwd als onkruid.
Vroeger werden de gedroogde bladeren gestript en de sterke delen gebruikt om boogpezen van te maken. Tegenwoordig wordt de plant vooral gekweekt als potplant vanwege de sierwaarde van de bladeren. De plant is makkelijk te houden aangezien de watergifte schaars dient te zijn dus enige "verwaarlozing" is gewenst. In de winter kan worden volstaan met slechts eenmaal per maand water te geven. Bij te veel watergift kan de plant wegrotten.
De plant wordt vermeerderd via bladstekken te bewortelen in een zanderige stekgrond of door het scheuren van de wortelstokken. Indien er een bladstek wordt genomen van een bontbladige variëteit zal deze echter vaak terugkeren tot de oorspronkelijke groene soort.

## Variëteiten en cultivars
De plant kent vele natuurlijk ontstane variëteiten en cultivars die zich onderscheiden van het origineel door de bonte bladeren met lichte strepen of witte randen of ook door een compactere groei. De meeste cultivars zijn ontstaan als ontdekte natuurlijke variatie op een kwekerij.
| Variëteiten en cultivars                     | Variëteiten en cultivars | Variëteiten en cultivars |
| -------------------------------------------- | --- | ------------------------ |
| Naam                                         | Kenmerken | Afbeelding               |
| D. trifasciata 'Banded Nelsonii'             | Beschreven door Juan B. Chahinian in "Sansevieria trifasciata Varieties", 1986, 43. Een gevonden variant van Dracaena trifasciata met kenmerkende vlekkerig witte banden aan de bladranden. |                          |
| D. trifasciata 'Bantel's Sensation'          | Op 24 juli 1946 geregistreerd door kweker Gustav E. Bantel, St.Louis, Missouri. Bladeren hebben roomwitte verticale strepen. |                          |
| D. trifasciata 'Black Coral'                 | Middelgroen blad met kenmerkende lichtergroene horizontale zigzaggende strepen. |                          |
| D. trifasciata 'Compacta'                    | Compacte middelgrote plant met brede groene bladeren met zigzagbeadering. |                          |
| D. trifasciata 'EVE'                         | Gelijkend qua vorm op D. trifasciata 'Robusta' maar de strepen aan de rand zijn sterk donkergroen. Aan de buitenkant van het blad zitten verschillende structuren qua patroon. Brede vrij korte bladeren. |                          |
| D. trifasciata 'Forescate'                   | Lange bladeren met kenmerkend breed roomwit centrum en donkergroene randen. |                          |
| D. trifasciata 'Futura Aurea'                | Laagblijvende plant met donkergroene bladranden, een geelwitte band verticaal met daarin een donkergroene nerf. |                          |
| D. trifasciata 'Futura Black Gold'           | Compacte plant met donkergroene bladeren met heldergele brede randen. |                          |
| D. trifasciata 'Futura Guilt Edge'           | Compacte plant met donkergroene bladeren met zilverwitte zigzaggende horizontale strepen. |                          |
| D. trifasciata 'Gigantea'                    | Bladeren zijn zeer breed. |                          |
| D. trifasciata 'Golden Flame'                | Vrij compacte plant met middellange donkergroene bladeren met brede lichtgele bladranden. |                          |
| D. trifasciata 'Golden Futura'               | Compacte plant met goudgele blandranden. |                          |
| D. trifasciata 'Golden Hahnii'               | Bladeren zijn goudgeel gestreept. |                          |
| D. trifasciata 'Golden Street'               | Beschreven door Juan B. Chahinian in "Sansevieria Journal 4, september 2002. Lange smalle bladeren met donkergroen centrum en brede gele banden langs het blad lopend. |                          |
| D. trifasciata 'Goldiana'                    | Zeer donkergroene dikke lancetvormige bladeren met brede botergeel gekleurde nerfstrepen. Wordt beschouwd als een spontaan ontstane uitloper van de Seidel kwekerij in Brazilië rond 1950. |                          |
| D. trifasciata var. hahnii                   | Laagblijvend tot 20 centimeter. Bladeren donkergroen met lichtergroengrijze dwarsstrepen. |                          |
| D. trifasciata var. hahnii 'Super Marginata' | Laagblijvend tot 20 centimeter. Bladeren donkergroen met groenwitte randen. |                          |
| D. trifasciata 'Hennys Gold'                 | Variant vernoemd naar kweker Henny van der Waal uit Hellevoetsluis die in 2004 twee stekken zond aan Juan Chahinian die deze beschreef in het augustusnummer van Sansevieria Journal. gelijkend qua vorm op D. trifasciata 'Robusta' maar de strepen aan de rand zijn sterk gemarmerd donkergroen. Brede vrij korte bladeren. Bladpunten draaien vanuit centrum naar links.                                                             |                          |
| D. trifasciata 'Jade Dwarf Marginated'       | Kleinblijvende cultivar met donkergroene bladeren met vage lichte vlekken en een brede roomwitte tot lichtgele rand. |                          |
| D. trifasciata var. laurentii                | Ontdekt door de Belgische botanicus Emile Laurent (1861–1904) in Kongo en mee teruggenomen naar België waar deze plant uitgroeide tot een zeer populaire huisplant en zich verder verspreidde over Europa en elders. De lange gemarmerd groene bladeren hebben een gouden rand. De meest gekweekte variant wereldwijd geworden. Indien stekken worden genomen gaat vaak de gouden rand verloren en keert de plant terug tot de oervorm. |                          |
| D. trifasciata var. laurentii 'Compacta'     | Compacter groeiende variant van var. laurentii, verder identiek. Voor het eerst beschreven door Juan B. Chahinian: in Sansevieria trifasciata Varieties, 1986, nummer 23. |                          |
| D. trifasciata 'Mangetsu'                    | Wordt sinds 2009 gekweekt en is verspreid door Hermine Stover. Geheel groene bladeren met smalle gele bladranden die met een crème glans bedekt zijn. Jonge exemplaren zijn zeer licht zilvergroen en worden later pas donkerder. |                          |
| D. trifasciata 'Midnight Shine'              | Vrij compacte plant met donkergroene bladeren en een goudgele rand. |                          |
| D. trifasciata 'Moonshine'                   | Vrij compacte plant met opvallend grijszilvergroene bladeren die horizontaal groene zigzag strepen hebben en een smalle groene rand. |                          |
| D. trifasciata 'Nelsonii'                    | Cultivar ontstaan als bladstek van Dracaena trifasciata 'Compacta'. Geregistreerd door Oscar Nelson in Miami in 1944. Donkergroene smalle bladeren met zwakke zigzagstrepen horizontaal lopend. |                          |
| D. trifasciata 'Onyx'                        | Donkergroene lange bladeren met lichtergroene randen en nerf. |                          |
| D. trifasciata 'Platinum Princess'           | Zeer gelijkend op D. t. 'Moonshine' volgens Chahinian in zijn boek "The Sansevieria Varieties, 1986. Zou daaruit zijn ontstaan. Toont aan alle bladonderdelen de zelfde kleur licht zilvergroen met zeer smalle groene rand. Het verschil met de "Moonshine" is dat bij oudere planten de donkergroene kleur niet ontstaat. |                          |
| D. trifasciata 'Robusta'                     | Middelgrote plant met donkergroene vrij brede bladeren met een sterke lichtergroene horizontale zigzagbeadering. |                          |
| D. trifasciata 'Silbersee'                   | Zilvergrijs blad met dunne groene randen en donkergroene punten. Middelgroot. |                          |
| D. trifasciata 'Silver Hahnii'               | Ontdekt in 1939 door William W. Smith in de Crescent Nursery in New Orleans. Bladeren zilvergroen met donkergroene vlekken. |                          |
| D. trifasciata 'Silver Princess'             | synoniem Dracaena trifasciata 'Grey Lady'. Compacte plant met lange smalle bladeren. Brede zilverwitte horizontale zigzag strepen. |                          |
| D. trifasciata 'Silver Queen'                | Grote plant met lange bladeren. Brede zilverwitte horizontale zigzag strepen op donkerdere basis. |                          |
| D. trifasciata 'Twisted Sister'              | Donkergroene bladeren met sterk lichtergroen horizontale zigzag strepen. Een gedraaide groei waardoor er een brede rozet ontstaat, De bladeren draaien ook vanuit de aanzet naar links. Oorspronkelijk voor het eerst beschreven in het ISS-Journal 2002 uitgave 3:3. Vermoedelijk ontstaan door een natuurlijk opgetreden groeistoornis bij een plant uit de Futura-groep van cultivars.                                               |                          |
| D. trifasciata 'Wintergreen'                 | Op kwekerij in Costa Rica gevonden mutatie van D. trifasciata 'Bantel's Sensation' door kweker Julio Quesada in 2007. Bladeren middelgroen met licht geelgroene horizontale banden, formaat 60–90 centimeter |                          |
| D. trifasciata 'Zeylanica'                   | Donkergroene bladeren met lichtergroen zigzag horizontale brede strepen. |                          |